# 240P/NEAT
La comète NEAT, officiellement 240P/NEAT, est une comète périodique du système solaire, découverte le 7 décembre 2002 par le programme NEAT.